# Enrico D'Ovidio
Enrico D'Ovidio (1842-1933) va ser un matemàtic italià conegut pels seus treballs en geometria.

## Vida i Obra
D'Ovidio, nascut en una família lliberal involucrada en la independència d'Itàlia, va estudiar a la universitat de Nàpols sota el seu oncle, Achille Sannia, qui el va preparar per a l'ingrés a l'escola de ponts i camins. El 1869 va publicar, juntament amb Sannia un llibre de text de geometria per a les escoles que va tenir molt d'èxit.
Encoratjat per Eugenio Beltrami, va presentar-se i guanyar les oposicions a la càtedra d'àlgebra i geometria analítica de la universitat de Torí el 1872. Va romandre en aquesta universitat, de la que va arribar a ser rector entre 1880 i 1885, els restants 46 anys de la seva vida.
La recerca de D'Ovidio va ser fonamentalment en geometria, tan euclidiana com no euclidiana, i les sevs obres més importants es van publicar mentre era a Torí. Especialment interessant és la seva obra Le funzioni metriche fondamentali negli spazi di quante si vogliono dimensioni e di curvatura costante (Les funcions mètriques fonamentals en espais de qualssevol dimensions i curvatura constant), publicat el 1876 i en el qual establia per primer cop la llei dels sinus en espais n-dimensionals corbats.